# ایوان مسجد امام حسن
ایوان مسجد امام حسن عسکری بخشی از مسجد امام حسن عسکری مربوط به دوره صفوی است و در قم، ابتدای خیابان آذر واقع شده است. این اثر در تاریخ ۲۲ دی ۱۳۵۵ با شمارهٔ ثبت ۱۳۱۲ به‌عنوان یکی از آثار ملی ایران به ثبت رسیده است.